# Дейвид Линдзи
Дейвид Линдзи (на английски: David Lindsay) е австралийски пътешественик-изследовател, геодезист, член-кореспондент на Кралското географско дружество в Лондон.

## Ранни години (1856 – 1883)
Роден е на 20 юни 1856 година в град Гуула, пристанищен град на река Мъри, Южна Австралия, син на капитан Джон Скот Линдзи и съпругата му Катрин Рейд. На 15-годишна възраст заминава за Аделаида и започва работа като продавач в магазин за химически продукти.
През 1873 г. става служител в проучвателния отдел на Държавния департамент на Австралия. През 1875 става старши инспектор, а през 1878 – главен инспектор. Същата година напуска Държавния департамент и става младши инспектор-геодезист в град Дарвин в най-северната част на страната. През 1882 подава оставка като държавен служител и открива частна геодезическа фирма.

## Експедиционна дейност (1883 – 1892)
През 1883 г. е назначен за ръководител на 6-членна експедиция, финансирана от държавата, за изследване на северните територии на страната. Малкият отряд е нападнат от местни аборигени и едвам се спасява от смърт.
Следващите години възглавява нова експедиция, която изследва района източно от трансавстралийския телеграф до границата с щата Куинсланд и открива находища на слюда.
През 1885 – 1886 ръководи нова експедиция, която изследва района на хребета Макдонъл и проследява течението на пресъхващата река Финке, където открива находища на рубини.
През 1891 – 1892 е ръководител на нова голяма експедиция в Западна Австралия. На 2 май 1891 тръгва на запад от селището Амбинга (26º ю.ш., на трасето на трансавстралийския телеграф), преминава северно от хребета Мъсгрейв, южно от хребета Петерман, между пустинята Гибсън и Голямата пустиня Виктория, на 125º и.д. завива на юг-югозапад, достига до езерото Лефрой (31°10′ ю. ш. 122°30′ и. д. / 31.166667° ю. ш. 122.5° и. д.) и оттам на северозапад, като на 4 април 1892 достига до Индийския океан при Джералдтън (28º 40` ю.ш.). Линдзи изследва и картира над 206 000 км2 площ, изминава над 6400 км и допринася изключително много за опознаването на Западна Австралия, като открива няколко големи находища на полезни изкопаеми.

## Следващи години (1895 – 1922)
През 1895 започва да се занимава с брокерска дейност, формира различни дружества, които осигуряват финансова помощ на няколко експедиции в Западна Австралия. Малко преди избухването на Първата световна война е в Лондон за набиране на средства за изследване на северните територии на Австралия, но тази кампания е осуетена от избухналата война.
След войната и до края на живота си Линдзи продължава топографското заснемане и картиране на части от северните територии на Австралия.
Умира от инфаркт на 17 декември 1922 година в Дарвин на 66-годишна възраст.